# Амбаловы
Амба́ловы (осет. Æмбалтæ) — осетинская фамилия.

## Антропонимика
Æмбалтæ — из осетинского (ирон. æмбал, дигор. æнбал) — товарищ, друг; равный, спутник, подобный

## Происхождение
Согласно преданиям осетинская фамилия Амбаловых принадлежит к колену Кусагонта, которое происходит от сына легендарного Ос-Багатара. Своей родиной называют Урсдонское ущелье, где проживали в селениях Урсдон и Цамад. Когда численность рода значительно увеличилась, часть рода переселилась в сел. Горная Саниба и Какадур (Тагаурское общество).

## Генеалогия
Родственные фамилии (арвадалта)
- Амбаловы — Агнаевы — Карсановы — Сугаровы — Таутиевы — Цабиевы
- Амбаловы — Зангиевы — Агнаевы — Карсановы — Теджиевы — Таужиевы
- Амбаловы — Дзугаевы — Келехсаевы — Чеселаевы
- Амбаловы — Айларовы — Дзугаевы (ЮО)

## Известные носители
- Казбек Михайлович Амбалов — начальник отдела автомобильного транспорта министерства промышленности и транспорта РСО-А.
- Цоцко Бицоевич Амбалов (1871—1937) — осетинский этнограф, писатель, собиратель осетинского фольклора.

Спорт
- Александр Мисостович Амбалов (1959) — серебряный призёр чемпионата СССР, призёр международных турниров (шпага).
- Эрик Заурбекович Амбалов (1956) — советский футболист, награждён медалью «Во Славу Осетии» (2014).